# Alexander Keirincx
Alexander Keirincx, né le 23 janvier 1600 à Anvers et mort le 7 octobre 1652 à Amsterdam, est un peintre flamand de l'époque baroque, installé dans les Provinces-Unies et actif en Angleterre.

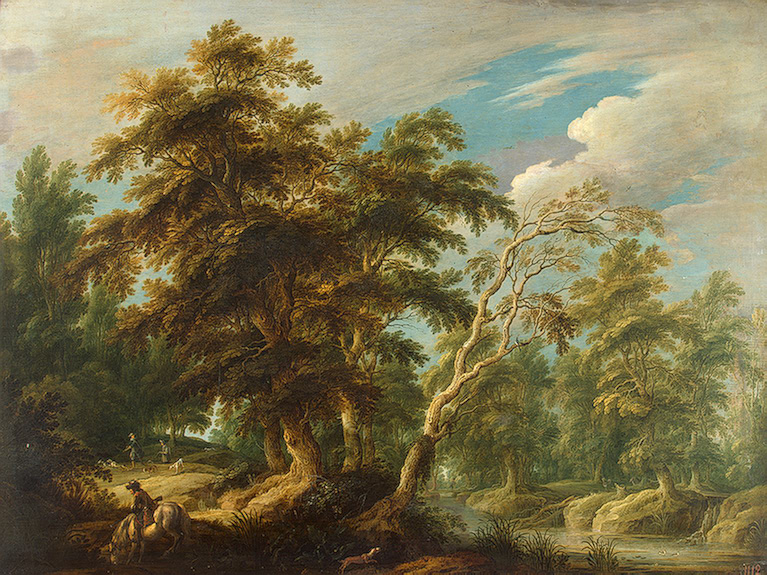
Chasseurs dans une forêt
(Musée de l'Ermitage).

## Biographie
Alexander Keirincx est reçu comme maître dans la gilde de Saint-Luc d'Anvers en 1619. Il voyage en Angleterre vers 1625-1626, et réalise pour Charles Ier une série de vue des châteaux royaux d'Écosse. Il est à Amsterdam en 1636, à Londres en 1641 et de nouveau à Amsterdam en 1643. Il exerce une activité de marchand d'œuvres d'art. Il meurt à Amsterdam en 1652.

## Œuvres
- 1615-1620 : Paysage boisé, au Statens Museum for Kunst, à Copenhague.
- 1620 : Vue de forêt avec un chêne, au Musée Boijmans Van Beuningen, à Rotterdam.
- 1625-1632 : Paysage forestier avec des nymphes, au Mauritshuis, à La Haye.
- 1630 :
  - Paysage avec une chasse au cerf, au Musée royal des beaux-arts d'Anvers.
  - Paysage boisé, au Statens Museum for Kunst, à Copenhague.
- 1635 environ : Paysage avec des nymphes se baignant, au Statens Museum for Kunst, à Copenhague.
- 1639 :
  - Seton Palace and the Forth Estuary / Le palais de Seton et l'estuaire de la Forth, à la National Gallery of Scotland, à Édimbourg.
  - Falkland Palace and the Howe of Fife / Le palais de Falkland et la Howe of Fife, à la National Gallery of Scotland, à Édimbourg.
  - Distant View of York / Vue de York, à la Tate Gallery, à Londres.
  - Paysage avec Callisto (figures par Cornelis van Poelenburgh), huile sur bois, 76 x 106 cm, musée Fabre, Montpellier.
- 1640-1641 : Pontefract Castle / Le château de Pontefract, à la Hepworth Wakefield Art Gallery, à Wakefield.
- 1644 : Paysage, à la Kunsthalle de Hambourg.
- Intérieur de forêt, huile sur bois, Musée Jeanne d'Aboville de La Fère
- Paysage, aux Musées royaux des beaux-arts de Belgique, à Bruxelles.
- Chasseurs dans la forêt, au Musée de l'Ermitage, à Saint-Pétersbourg.
- Allégorie de l'abondance, collection privée.